# Lab Ijuk
Lab Ijuk is een bestuurslaag in het regentschap Sumbawa van de provincie West-Nusa Tenggara, Indonesië. Lab Ijuk telt 1072 inwoners (volkstelling 2010).